# Imshaugia
Imshaugia S.L.F. Mey.   (popielak) – rodzaj grzybów z rodziny tarczownicowatych (Parmeliaceae). Ze względu na współżycie z glonami zaliczany jest do porostów. W Polsce występuje tylko jeden gatunek.

## Systematyka i nazewnictwo
Pozycja w klasyfikacji według Index Fungorum: Parmeliaceae, Lecanorales, Lecanoromycetidae, Lecanoromycetes, Pezizomycotina, Ascomycota, Fungi.
Nazwa polska według Krytycznej listy porostów i grzybów naporostowych Polski.

## Gatunki
- Imshaugia aleurites (Ach.) S.L.F. Mey. 1985 – popielak pylasty
- Imshaugia evernica (Elix & J. Johnst.) Elix 1993
- Imshaugia placorodia (Ach.) S.L.F. Mey. 1985[3]
- Imshaugia pyxiniformis Elix 2004[3]
- Imshaugia sipmanii Elix 2004[3]
- Imshaugia venezolana (Hale) Elix 2004[3]

Nazwy naukowe na podstawie Index Fungorum. Nazwy polskie według W. Fałtynowicza.